# Срећко Богдан
Срећко Богдан (Мурско Средишће, 5. јануар 1957) бивши је југословенски и хрватски фудбалер, након завршетка играчке каријере постао је фудбалски тренер. 

## Каријера
Почео је у млађим категоријама у локалном Рудару из Мурског Средишћа, као јуниор наступао и за НК Чаковец. Пуну фудбалску афирмацију стекао је у дресу загребачког Динама за који је одиграо укупно 595 утакмица и постигао 125 погодака. На трећем месту је вечне листе загребачког Динама по броју одиграних утакмица. Са Динамом је освојио првенство Југославије 1982. године и два Купа маршала Тита.
Као интернационалац је играо за немачки Карлсруе од 1985. до 1993. где је одиграо 170 првенствених утакмица и постигао 8 голова.
За репрезентацију Југославије одиграо је 11 утакмица.  Први пут је наступио 1977. у Боготи против Колумбије, последњи пут 1983. у Луксембургу против СР Немачке. За Хрватску је наступио 1990. против Румуније и 1991. против Словеније.
Наставио је да ради као директор омладинске школе и тренер јуниора у Карлсруеу (од 1993. до 1996), а био је и помоћни тренер у сениорској екипи од 1996. до 2001. Тренер је Манхајма у сезони 2001/02, од 2003. године спортски директор Интера из Запрешића. Од сезоне 2007/08. био је тренер Сегесте из Сиска у Другој лиги ХНЛ.

## Успеси
- Динамо Загреб
  - Првенство Југославије: 1982.
  - Куп Југославије: 1980, 1983.